# Таджики в США
Таджики в США (тадж. Тоҷикон дар ИМА, англ. Tajiks in the USA) — этнические таджики, живущие на территории США.

## Демография
В США проживает около 6 тыс таджиков. Большинство из них проживают в Нью-Йорке, Калифорнии и Небраске, а также в Вашингтоне. Многие приезжают в США учиться и работать. Большинство таджиков второго поколения могут говорить на своем родном языке, в то время как люди смешанного происхождения в основном говорят по-английски. Многие женятся на других таджиках из-за их культурной близости.

## Ассоциации
В США действует несколько таджикских ассоциаций. Одним из них является Американо-таджикская ассоциация, созданная в Бруклине, целью которой является объединение таджикской диаспоры, предоставление им форума для сбора и празднования своей культуры.
В мае 2012 года Таджикско-Американская культурная ассоциация (TAКA) была основана местными таджикскими волонтерами Владимиром Федоренко, Анваром Самадзодой, Акобиром Ахмедовым и Фаридуном Назаровым в Фэрфаксе, штат Виргиния, как некоммерческая, неправительственная, культурная, профессиональная и образовательная организация. Миссия TAКА заключается в продвижении и содействии межкультурному взаимопониманию и сотрудничеству путем организации образовательных и культурных программ, которые фокусируются на вопросах, касающихся таджикско-американского сообщества. Кроме того, TAКА стремится удовлетворить потребности таджикской общины в Америке. TAКА считает, что необходимо наводить культурные мосты между таджикской и американской общинами, и стремится содействовать дальнейшей интеграции, поощрять сотрудничество и устанавливать тесные отношения с другими общинами США.